# NGC 2121
NGC 2121 je otvoreni skup u zviježđu Stolu. 

## Vanjske poveznice
- SEDS: NGC 2121